# Anopheles aurirostris
Anopheles aurirostris är en tvåvingeart som först beskrevs av Watson 1910.  Anopheles aurirostris ingår i släktet Anopheles och familjen stickmyggor. Inga underarter finns listade i Catalogue of Life.